# تاریخ شیلی در دوران پارلمان (۱۹۲۵-۱۸۹۱)
تاریخ شیلی در دوران پارلمان (انگلیسی: History of Chile during the Parliamentary Era) دوران پارلمانی در شیلی از سال ۱۸۹۱، با پایان جنگ داخلی آغاز شد و تا سال ۱۹۲۵ و تأسیس قانون اساسی ۱۹۲۵ ادامه یافت. این دوره که دوره «شبه پارلمانی» یا «جمهوری پارلمانی» نیز نامیده می‌شود، بدین ترتیب نامگذاری شد زیرا یک سیستم نیمه پارلمانی را بر اساس تفسیر قانون اساسی ۱۸۳۳ پس از شکست رئیس‌جمهور خوزه مانوئل بالماچدا در طول جنگ داخلی. در مقابل سیستم نظام پارلمانی، قوه مجریه تابع قدرت قانونگذاری نبود اما تفکیک قوا قوه مجریه در برابر قوه مقننه تضعیف شد. رئیس‌جمهور همچنان به عنوان رئیس دولت باقی ماند اما اختیارات و کنترل آن بر دولت کاهش یافت. جمهوری پارلمانی تا زمان تدوین قانون اساسی ۱۹۲۵ که توسط رئیس‌جمهور آرتورو آلساندری و وزیر خوزه مازا تهیه شد، دوام یافت. قانون اساسی جدید یک سیستم  نظام ریاستی ایجاد کرد که با چندین تغییر تا کودتای ۱۹۷۳ شیلی ادامه یافت.